# 今野美穂
今野 美穂 （いまの みほ、1990年1月25日 - ）は、埼玉県出身の、日本の元陸上競技選手。第19回アジア陸上競技選手権大会女子棒高跳日本代表。身長165.0 cm、体重49 kg。

## 来歴
中学時代は器械体操に打ち込んだ。進学先の埼玉県立草加高等学校 に器械体操部がなく止むを得ず新体操部に所属したが馴染めずにいたところ、顧問にスカウトされて陸上部に転部。保育士の資格取得の目標もあり、同校卒業後、聖学院大学人間福祉学部児童学科に進学し、以降、本格的に棒高跳に打ち込むようになった。

大学時代の日本学生陸上競技対校選手権大会は、2011年の第79回大会で2位に入るなど、4年連続入賞する成績を残した。2011年6月に熊谷市で開かれた第95回日本陸上競技選手権大会は4m00の記録で2位に入った。7月の第19回アジア陸上競技選手権大会に日本代表として出場し、3m75の記録で5位入賞した。
大学卒業後の2012年4月、トーエルに入社。日本選手権は2013年の第97回大会は6位。2014年には日本人女子歴代7位(当時)の4m15を記録。2015年の第99回大会は5位に入賞。2016年6月に名古屋市で開かれた第100回大会は豪雨のなか4m00の記録で2位に入った。しかし、27歳で迎えた2017年の第101回大会は3m70の14位と大きく成績を落とした。この年を最後に引退。

## 成績
自己記録は、2015年5月31日にケーズデンキスタジアム水戸で行われた2015水戸招待陸上で記録した、4m20。これは当時、日本人女子歴代7位タイ、2020年1月1日現在でも同9位タイの記録である。
学生時代は棒高跳び以外の種目に出場することもあったが、大学3年時に100mを13秒5台など目立った成績は残していない。また、4×100mリレーの第1走者を務めることもあった。

## 人物
座右の銘は「進取果敢」。

## 出演
テレビ
- すぽると!『Real Venus』(フジテレビ)
- ビューティライス (2015年7月5日-12月6日、BS258チャンネルDlife) - レギュラー[23]